# Тарасов, Лука Михайлович
Лука Михайлович Тарасов (1771, Шарташ, Казанская губерния — 1826, Екатеринбург, Пермская губерния) — екатеринбургский купец 3-й гильдии, дважды городской голова Екатеринбурга (1817—1820 и 1823—1826).

## Биография
Родился в семье Михаила Фёдоровича Тарасова, екатеринбургского купца-старовера, городского головы. 
Проживала семья, впрочем, не в Екатеринбурге, а в соседнем селе Шарташ.  
В 1808 году он занимает пост бургомистра магистрата, в 1817 году становится городским головой. Добивался соучастия и софинансирования решения городских проблем со стороны 
размещенной в городе Горной администрации.
Был одним из старшин Екатеринбургского старообрядческого общества, жил рядом с Никольской часовней.

## Семья
Лука Михайлович был женат на двоюродной сестре Фомы Федотовича Казанцева, 
екатеринбургского купца-старовера, отца будущего городского головы Г.Ф. Казанцева.
Его сыновья, Савва и Иван Лукичи, купили в 1837 год особняк на набережной пруда, после чего набережная стала носить имя Тарасовской.
Внук Саввы, Пётр Иванович Тарасов, был золотопромышленником, потомственным почётным гражданином, членом Екатеринбургского совета Сибирского торгового банка, членом Екатеринбургского биржевого комитета,   почётным членом Уральского общества любителей естествознания (УОЛЕ).